# 日產Skyline
日產Skyline是日產汽車生產的前置后驱的中型轿车，自1967年生产至今，总计发行了十三代，前身为Prince生产并发行的同名车型。

## 歷史

### 第1代（代号ALSID，1957年-1963年）
於1957年由王子汽車工程師櫻井真一郎研發，配备1.5升GA-30引擎、另外提供1.9升GB-4直列四缸引擎，能產生60匹馬力。可选三速自动变速箱或四速手动变速箱，車身款式則有兩門、四門及五門掀背可供選擇。
1961年推出改款，引擎更换为GA-4，代号更为ALSID-1，於1963年停產，共生產33759辆，在東京都三鷹市組裝。

### 第2代（代号S50，1963年-1968年）

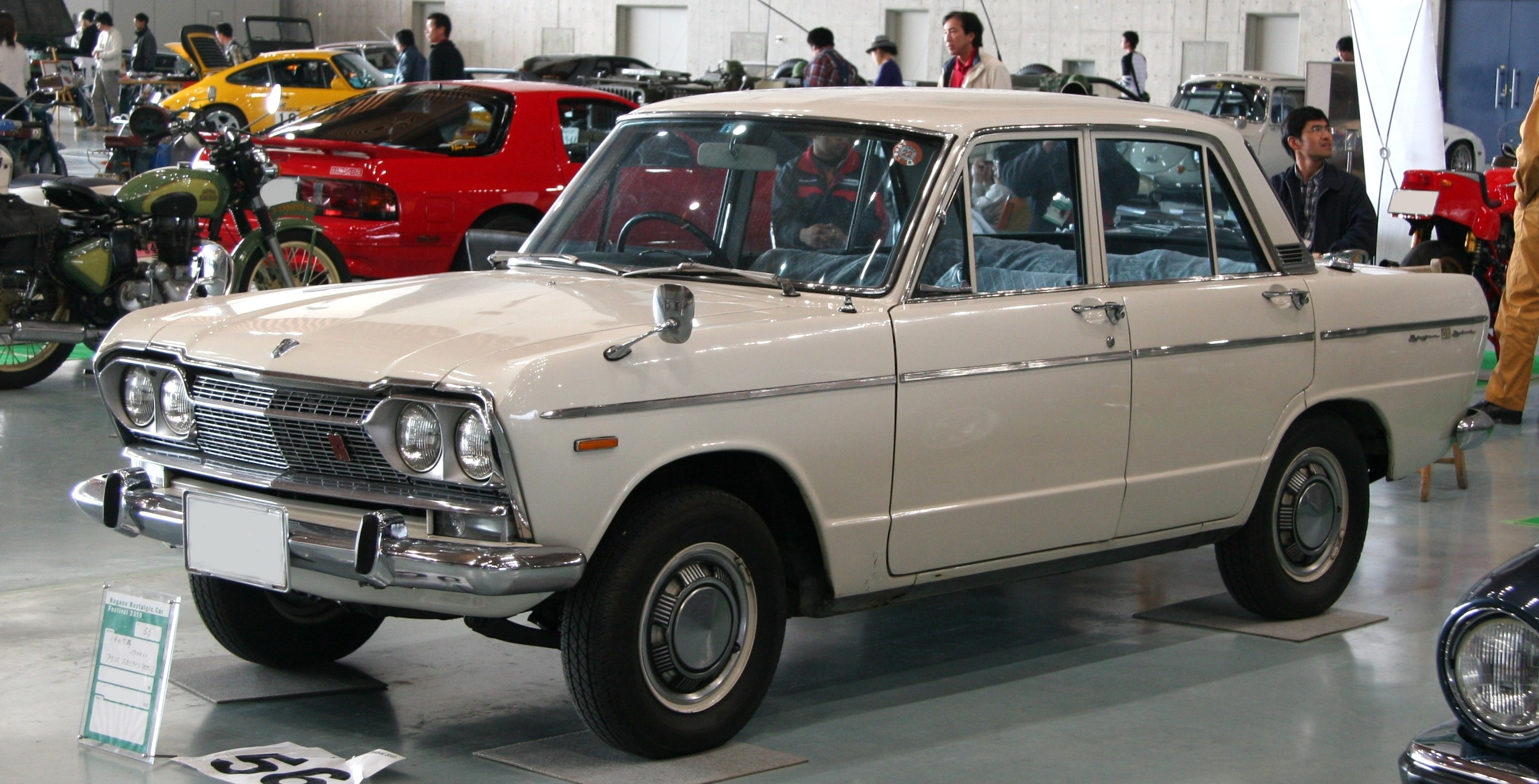
第二代

1963年推出。只提供四門及五門掀背版本。引擎方面則搭載1.5升G-1直列四缸引擎，能輸出70匹馬力。可选三速自动变速箱或四、五速手动变速箱。
1964年5月，於S50基礎上衍生出“Skyline GT”，代号S54，使用2.0升G-7直列六缸引擎，馬力達106匹。该车是为了参加當時的日本Grand Prix大賽而设计，后王子汽車把S54正名為Skyline 2000GT，於日本本土發售。
1968年停產，总计生产114238辆，在東京都武藏村山市組裝。

### 第3代（代号C10，1968年-1972年）

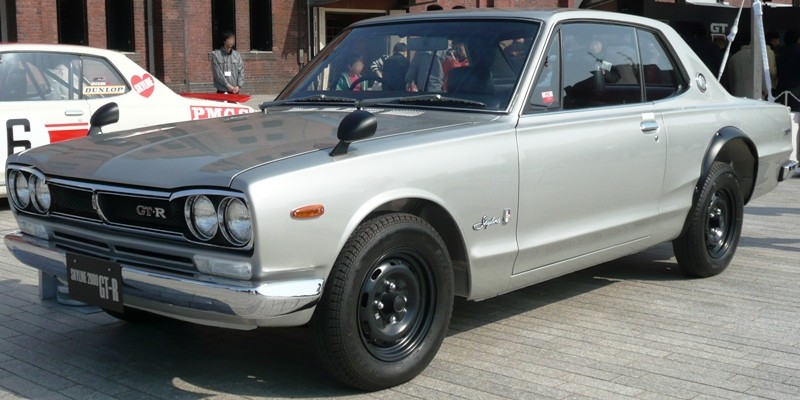
日產Skyline 2000 GT-R 双门版，代号KPGC10

随着王子汽车在1966年被日產收購，第三代的Skyline成为日產的系列车型并以Datsun的名义发行，可选1.5升G15、1.8升G18直列四缸引擎，能產生88匹馬力，差不多相當於當時一部跑車的馬力。可选三速自动变速箱或四、五速手动变速箱，跟第一代相同，C10可选兩門、四門及五門掀背款式（五门版以王子Skyway的名义发行）。
第一代Skyline GT-R于1969年推出，为四门车型，搭载2.0升的S20直列六缸引擎，能輸出160匹馬力，1971年推出双门车型版。
1972年第三代停產，总计生产310000輛，在東京都武藏村山市組裝。

### 第4代（代号C110，1972年-1977年）

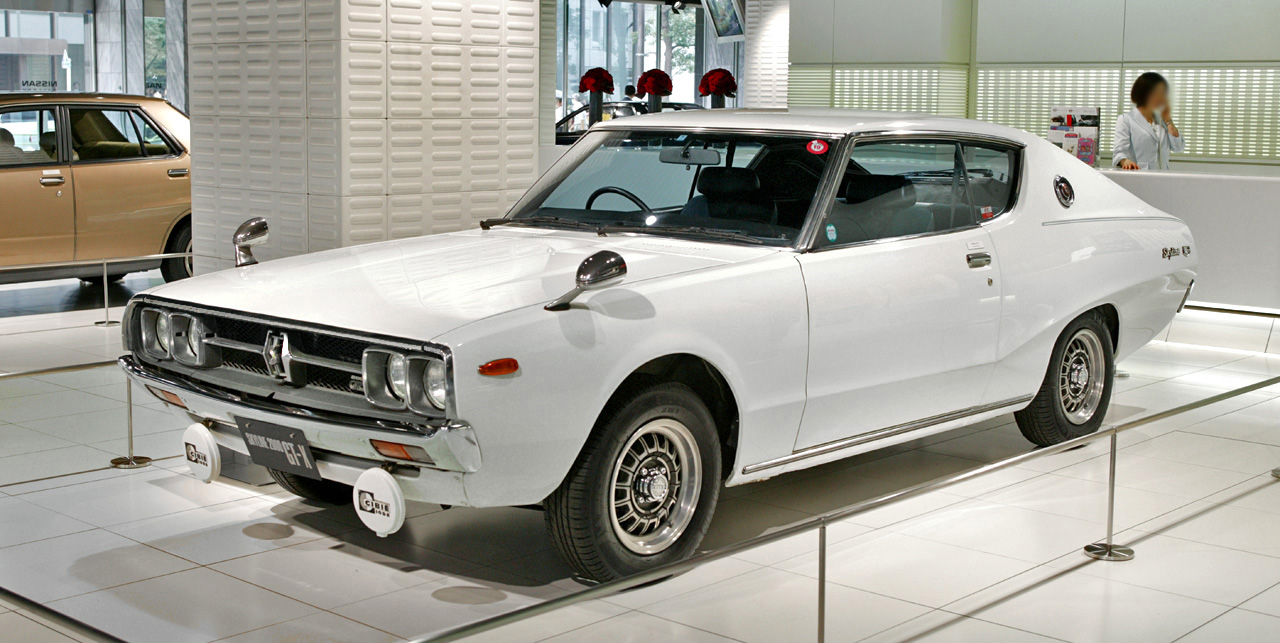
Skyline GTX-E版

1972年推出。在美国又以Datsun K的名义发行，有兩門、四門及五門掀背款式可供選擇。搭載1.6升G16直列四缸引擎、1.8升G18直列四缸引擎、2.0升L20B直列六缸引擎等等。
1972年9月日產再度推出GT-R型号版，使用2.0升S20直列六缸引擎。但受石油危機的影响销量平平，1973年3月停售。
1977年停產。总计生產670000輛。

### 第5代（代号C210，1978年-1981年）

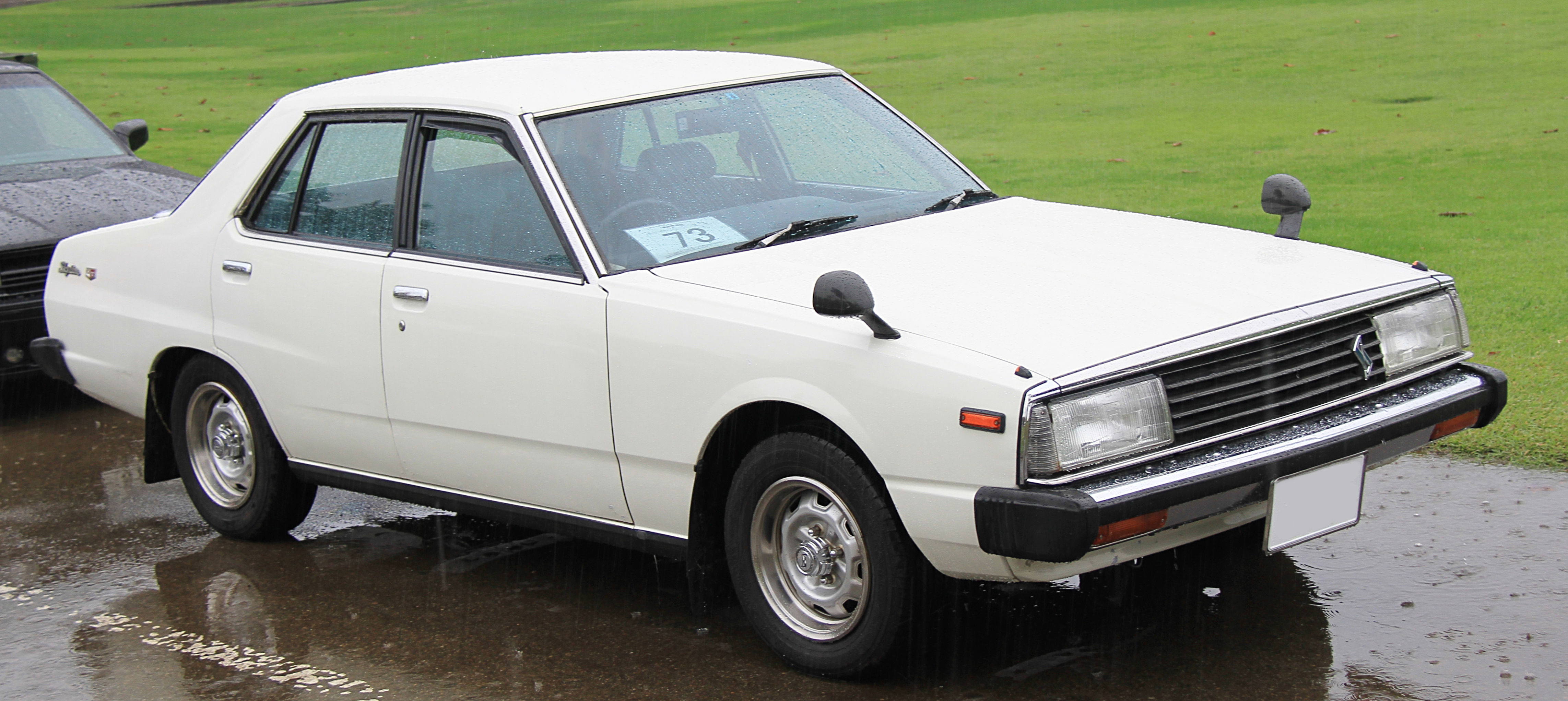
C210 Skyline

第五代的前軸和後軸之距離略有拉長。於1978年推出，在欧洲地区首次以Datsun的名义发行，採用全新的日產Z系引擎，容積有1.6升、1.7升、1.9升、1.9升（柴油）直列四缸引擎、2.0升（含涡轮增压）、2.4升、2.8升（柴油）直列六缸引擎。
1981年停产為止，总计生产540,000輛。

### 第6代（代号R30，1981年-1985年）

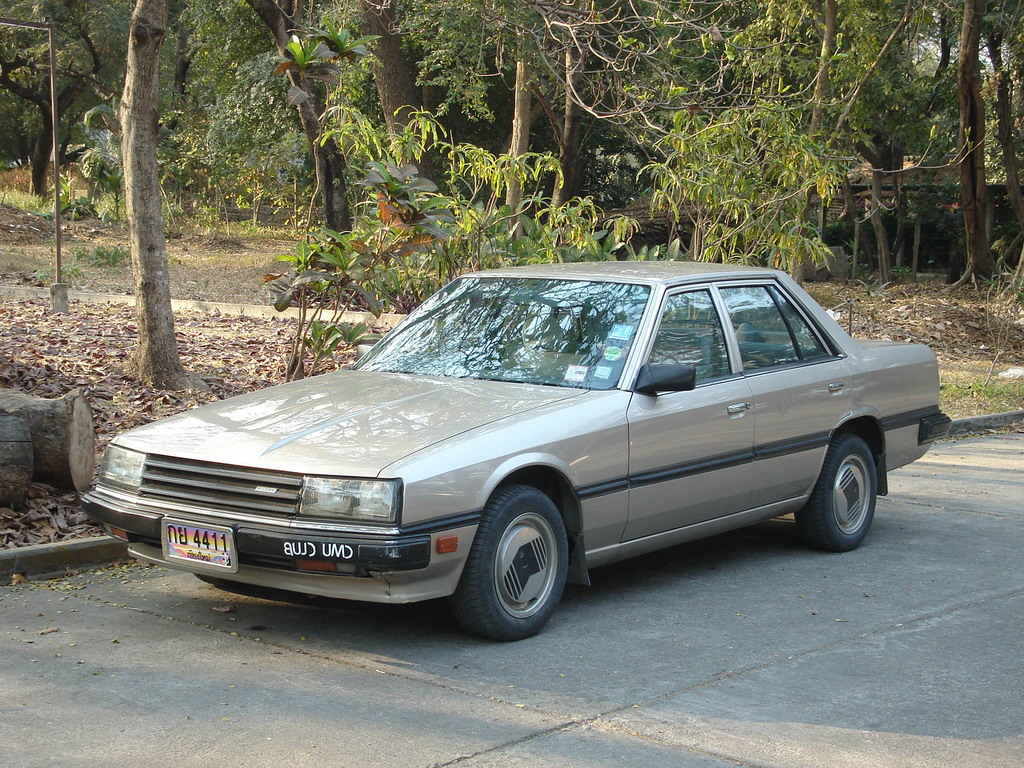
R30 Skyline

自本代起，该车统一以日產的名義發售。基於同廠的Laurel車型生產。新車一如以往，有兩門、四門及五門掀背的款式可供選擇，車型設計則大量採用直線方形，使外形較為簡單。本代车型也开始采用双顶置凸轮轴。
1985年停產，总计生产406000辆。

### 第7代（代号R31、1986年-1989年）

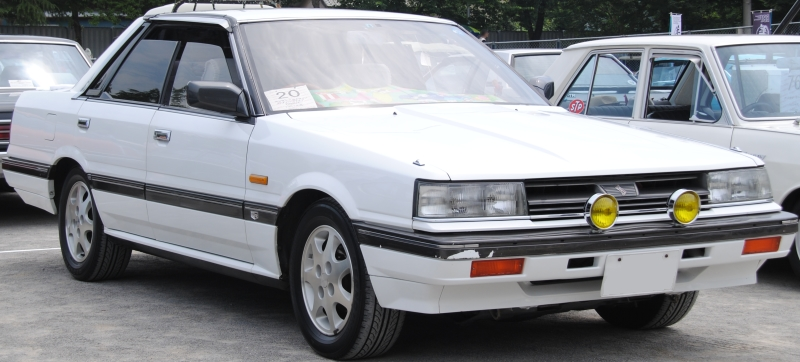
R31 Skyline

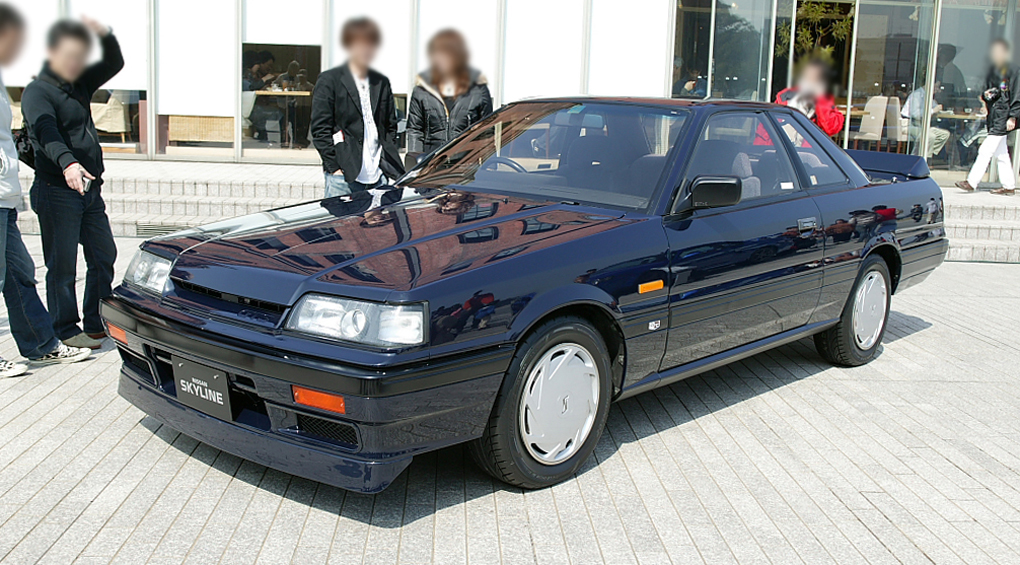
日產Skyline R31 GTS-R版

1986年發售，相较于前一代體積稍大，且線條更直。并且引入了日产RB系列直列六缸引擎，使輸出馬力普遍有100多匹，而具備渦輪的GTS-R版本，甚至達210匹。
1989年停產，总计生产310000辆。除了東京都武藏村山市外，也在澳洲和南非生产。

### 第8代（代号R32、1989年-1993年）

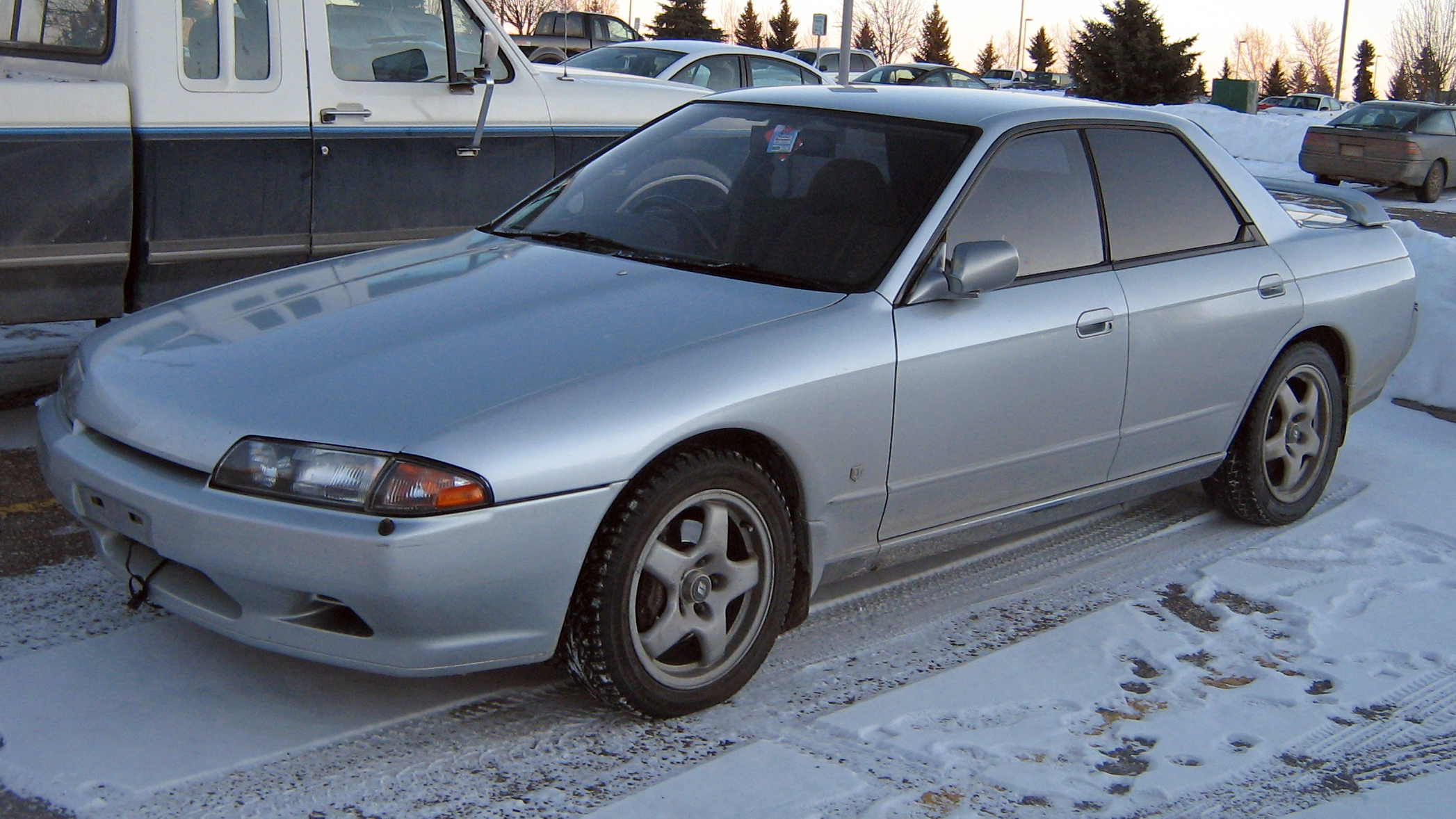
日產Skyline R32 四門轎車

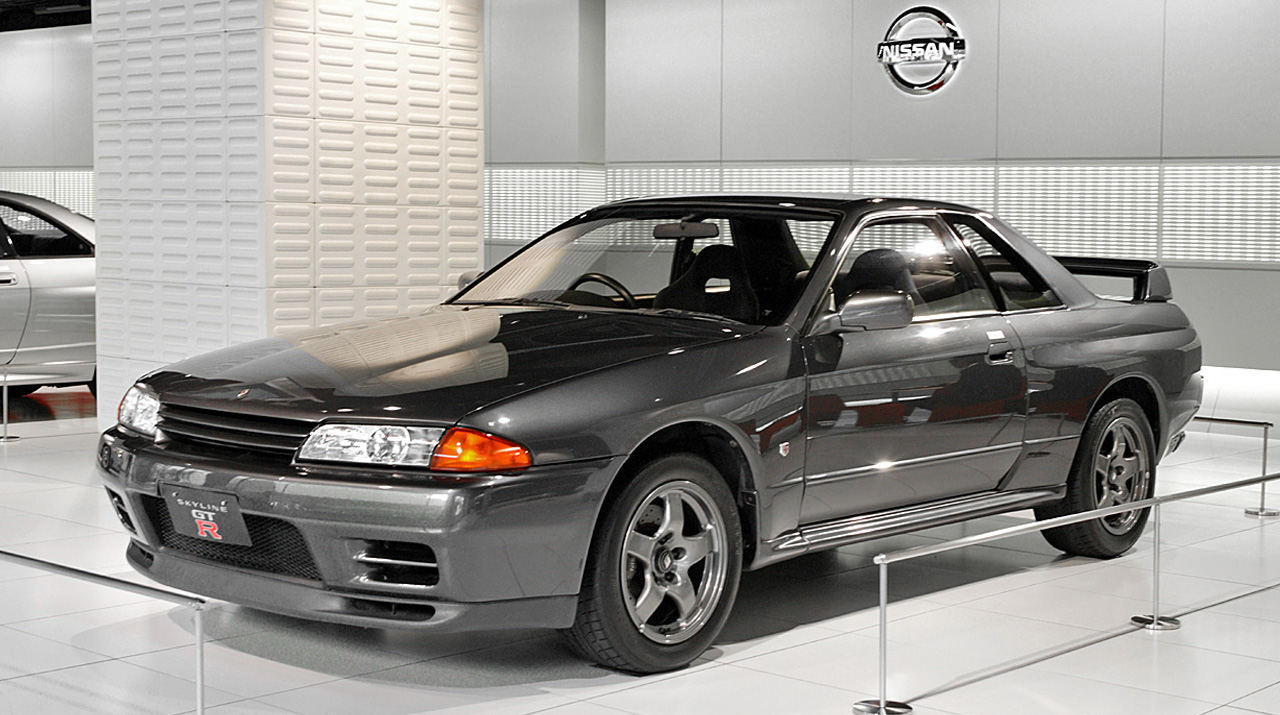
Skyline R32 GT-R

于1989年8月21日推出，設計風格延續R31的矩形頭燈和四個圓形尾燈的設計風格，提供雙門與四門車型、皆为無窗框設計車門。搭载2.0升（含涡轮增压版）、2.5升、2.6升直列六缸引擎。
此外，沉寂16年的Skyline GT-R系列自该代起重新登场，搭载代号为RB26DETT的2.6升双涡轮增压直列六缸引擎，最高馬力达到了316匹，但为了遵守日本各汽车厂商的“君子协定”被限制到280匹，GT-R版的百公里加速耗时5.6秒，並採用扭力可分式的電控四輪驅動底盤。
1993年停产，总计生产296087輛(GT-R版生产43661輛)。

### 第9代（代号R33、1993年-1998年）

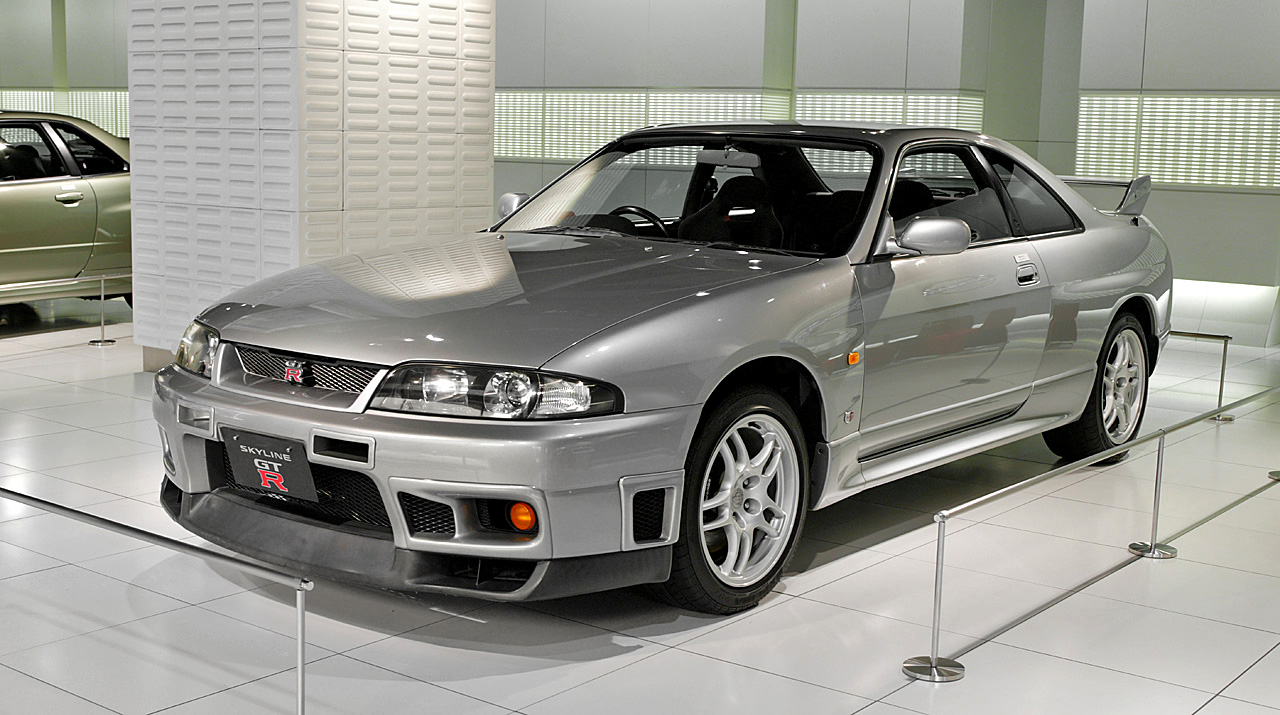
日產Skyline GT-R R33

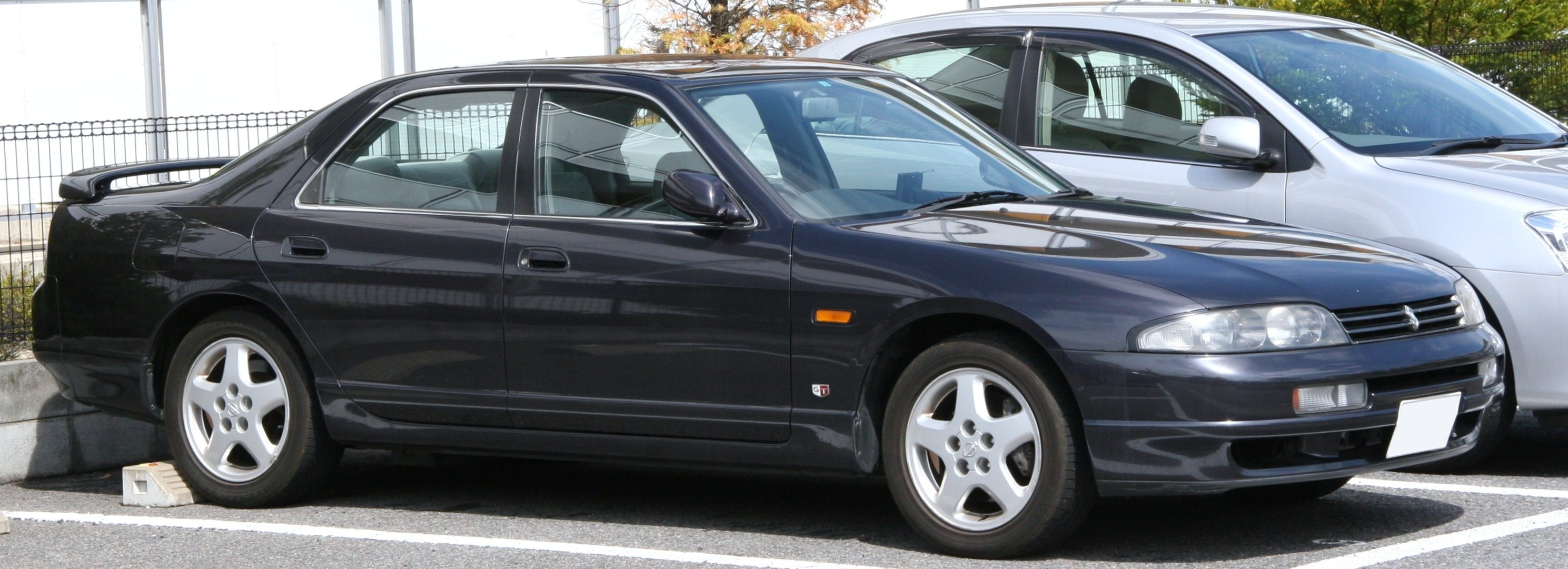
日產Skyline R33 四门版

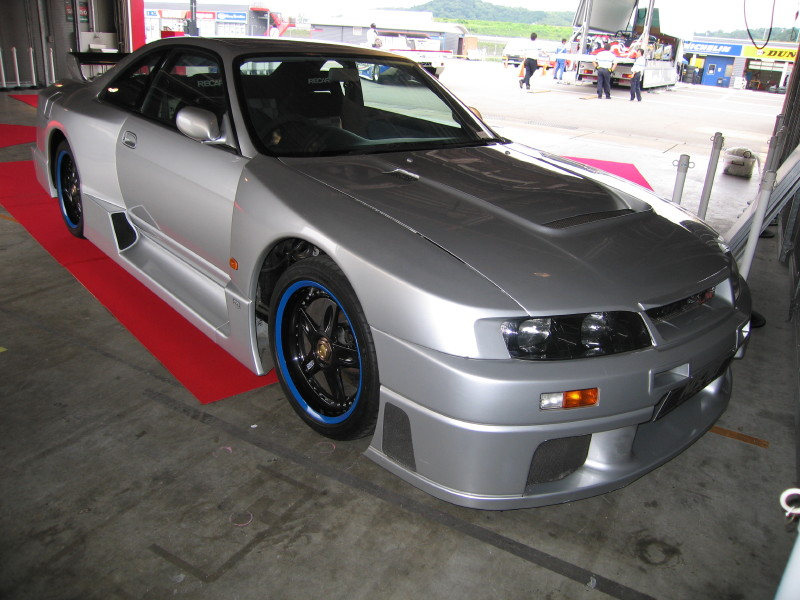
R33 NISMO GT-R LM版

1993年8月正式推出，比R32更长，可选兩門和四門版。僅供應2.5升直列六缸引擎（代号分别为RB25DE和RB25DET，DET版含涡轮增压）與2.0升直列六缸引擎，代号RB20E（单凸轮轴）。
其GT-R版本继续使用2.6升RB26DETT双涡轮增压直列六缸引擎，1997年推出了限量44輛的400R版本、其引擎採用RB28DET(又稱作GT-X GT2)，最大馬力達400匹。1998年推出与Autech合作开发的Autech GT-R限量版，为四门车型。限量447辆。
1998年停产，总计生产217113輛(GT-R版生产16435輛)。

### 第10代（代号R34、1998年-2001年）

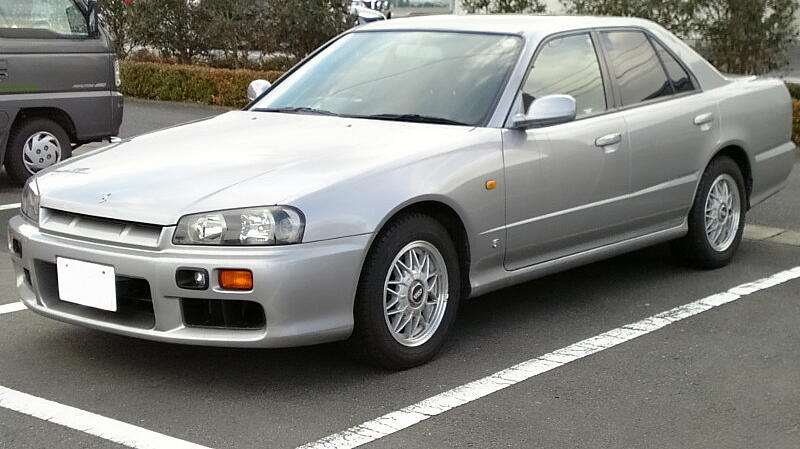
日產Skyline R34 四门版

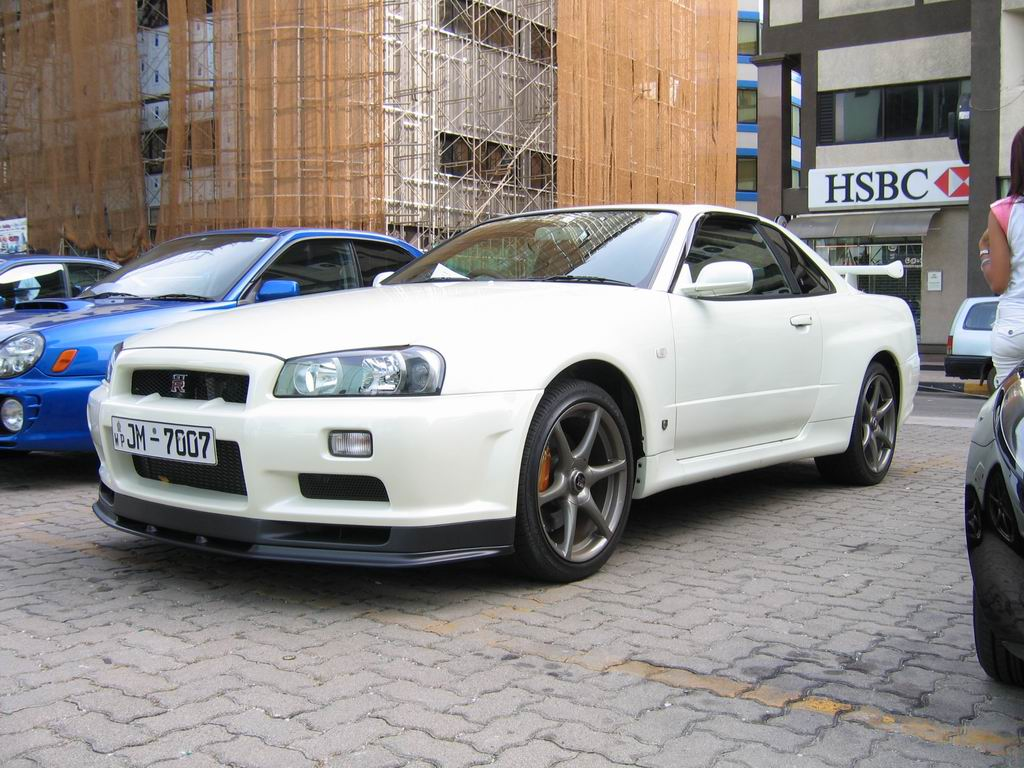
日產 Skyline GT-R R34

1998年5月推出，對比上一代軸距有所缩短，並提高車體的剛性，以增強安全性，但其这一因素造成其後座空間狹小，加上與其他同級對手的銷售瓶頸、造成此代车型除了雙門車型以外並不熱銷。
全系搭载日产RB系列引擎，搭载2.5升直列六缸引擎（代号分别为RB25DE和RB25DET，T版含涡轮增压）與2.0升直列六缸引擎，代号RB20E（单凸轮轴），仍然提供了GT-R版本，引擎继续使用2.6升RB26DETT双涡轮增压直列六缸引擎。
於2002年停產，总计生产64,623輛(GT-R版生产11344輛)。與此同時，第十代车型也是最后一款在東京都武藏村山市組裝的Skyline。 

### 第11代（代号V35、2001年-2007年）

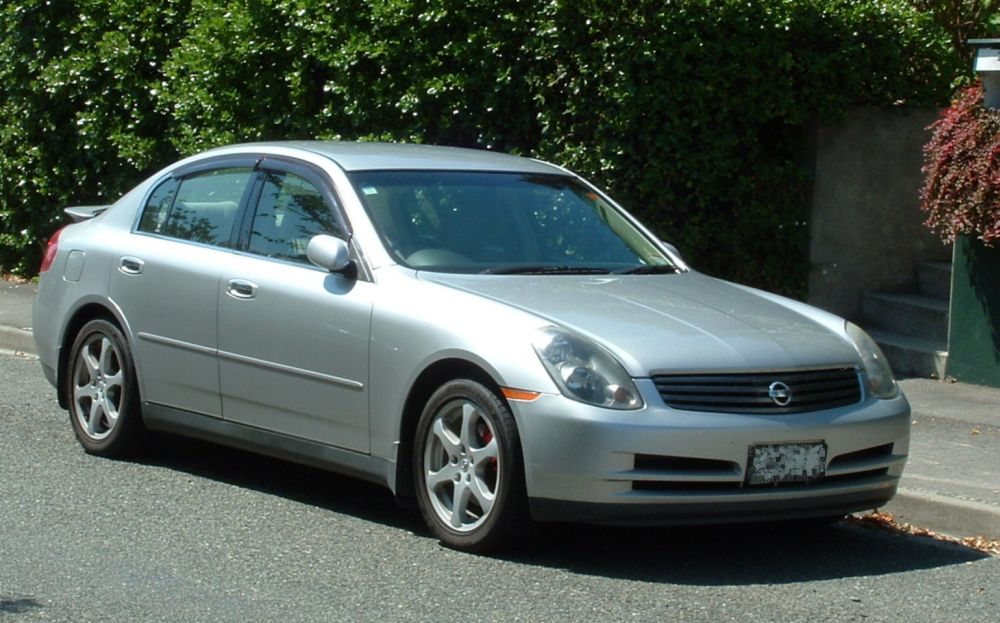
第十一代日产Skyline的四门版

2001年6月发布，前身是日产于1999年东京车展展出的日产XVL概念车，采用日产FM平台开发。全系采用VQ系列引擎。2002年-2006年间在海外另以英菲尼迪G35的名义发行。生产地移入位于日本栃木縣栃木市的日产枥木工厂。

### 第12代（代号V36、2006年-2015年）

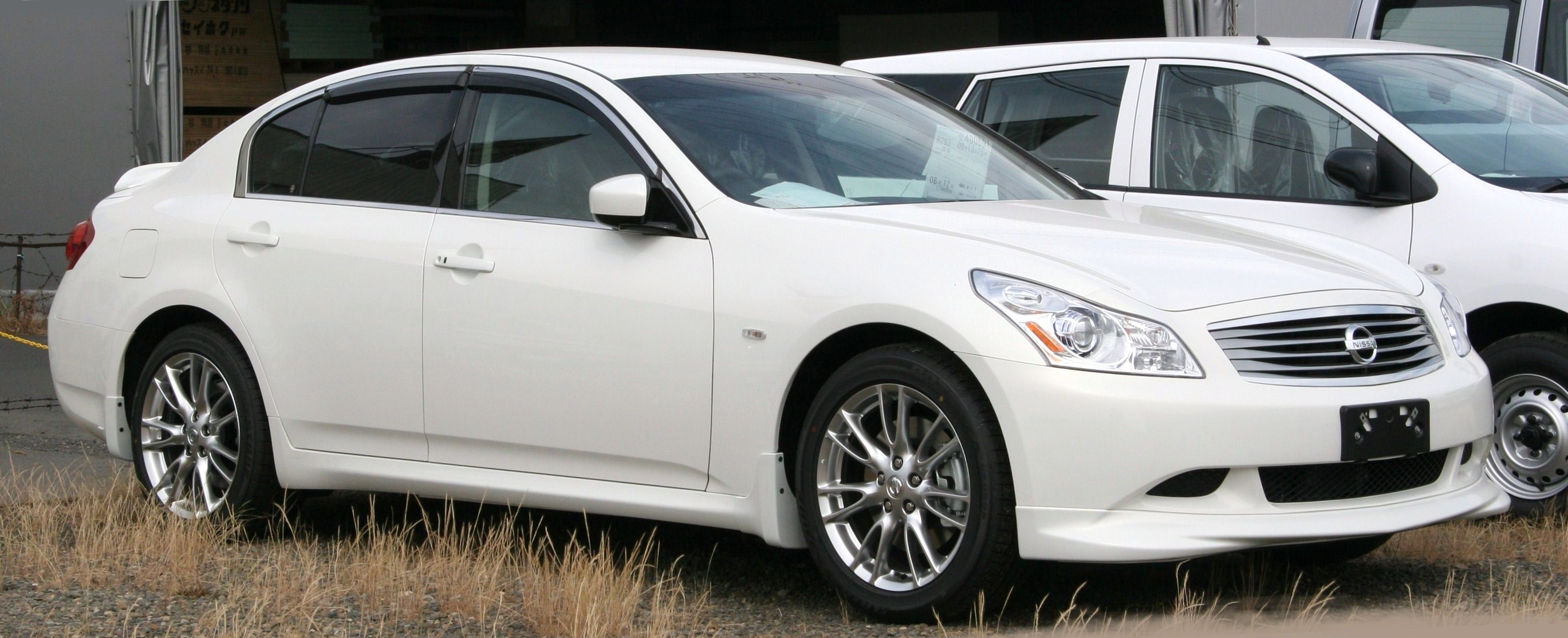

2006年11月20日推出四门车型，2007年10月2日推出双门车型，仍然以英菲尼迪G的身份在海外发行，2009年-2014年间，在海外市场以英菲尼迪EX发行的SUV车型在日本以日产Skyline Crossover的名义发行。
早期搭载3.5升自然吸气V6引擎（代号VQ35HR）并配备5速自动变速箱，2008年12月小改款後改为搭载3.7升自然吸气V6引擎（代号VQ37VHR）并搭载由Jatco生产的7速自动变速箱。

### 第13代（代号V37，2014年至今﹚
于2014年2月推出，同时以英菲尼迪 Q50/Q60/Q60S的名义发行。
可选戴姆勒與雷諾日產合作开发的2.0升渦輪增壓引擎（引擎代号M27，含柴油版）或3.0升双涡轮增压V6引擎（引擎代号VR30DDTT，Skyline 400R/英菲尼迪 Q60S Red Sport 400款式）+電動馬達所組成的油電複合動力系統以及3.5升自然吸气V6引擎（代号VQ35HR），全系列车型的轮胎均由普利司通提供。
第十三代Skyline在日本发行初期曾以英菲尼迪Q的名义发行，直至2019年小改款之後才重新以日產的名义发行。